# Tres Valles Varesinos 2019
La 99.ª edición de la clásica ciclista Tres Valles Varesinos fue una carrera en Italia que se celebró el 8 de octubre de 2019 sobre un recorrido de 197,82 kilómetros con inicio en la ciudad de Saronno y final en la ciudad de Varese.
La carrera formó parte del UCI Europe Tour 2019, dentro de la categoría 1.HC. El vencedor fue el esloveno Primož Roglič del Jumbo-Visma seguido del italiano Giovanni Visconti del Neri Sottoli-Selle Italia-KTM y el letón Toms Skujiņš del Trek-Segafredo.

## Equipos participantes
Tomaron parte en la carrera 22 equipos: 14 de categoría UCI WorldTeam y 8 de categoría Profesional Continental. Formando así un pelotón de 154 ciclistas de los que acabaron 79. Los equipos participantes fueron:
| WorldTeams (14)- Astana - Bora-hansgrohe - Team Jumbo-Visma - Dimension Data - Movistar Team - Ineos - AG2R La Mondiale - Bahrain-Merida - UAE Team Emirates - EF Education First - Team Sunweb - Lotto Soudal - Trek-Segafredo - Groupama-FDJ Equipos continentales profesionales (8)- Caja Rural-Seguros RGA - Cofidis, Solutions Crédits - Gazprom-RusVelo - Nippo Vini Fantini Faizanè - Neri Sottoli-Selle Italia-KTM - Androni Giocattoli-Sidermec - Bardiani CSF - Israel Cycling Academy |
| |

## Clasificación final
- Las clasificaciones finalizaron de la siguiente forma:[4]

| \| Clasificación general \| Clasificación general \| Clasificación general \| Clasificación general \| Clasificación general \| \| Ciclista \| Ciclista \| Equipo \| Tiempo \| \| \| --------------------- \| --------------------- \| ----------------------------- \| --------------------- \| --------------------- \| \| 1.º \| Primož Roglič \| Team Jumbo-Visma \| 4 h 40 min 46 s \| \| \| 2.º \| Giovanni Visconti \| Neri Sottoli-Selle Italia-KTM \| + 3 s \| \| \| 3.º \| Toms Skujiņš \| Trek-Segafredo \| + 3 s \| \| \| 4.º \| Andrea Vendrame \| Androni Giocattoli-Sidermec \| + 3 s \| \| \| 5.º \| Sergio Higuita \| EF Education First \| + 3 s \| \| \| 6.º \| Tiesj Benoot \| Lotto-Soudal \| + 3 s \| \| \| 7.º \| Kristian Sbaragli \| Israel Cycling Academy \| + 3 s \| \| \| 8.º \| Tao Geoghegan Hart \| Team Ineos \| + 3 s \| \| \| 9.º \| Damiano Caruso \| Bahrain-Merida \| + 3 s \| \| \| 10.º \| Tim Wellens \| Lotto-Soudal \| + 3 s \| \| |                    |                               |                 |
| |                    |                               |                 |
| Fuente: ProCyclingStats |                    |                               |                 |
| Clasificación general |                    |                               |                 |
| Ciclista | Ciclista           | Equipo                        | Tiempo          |
| 1.º | Primož Roglič      | Team Jumbo-Visma              | 4 h 40 min 46 s |
| 2.º | Giovanni Visconti  | Neri Sottoli-Selle Italia-KTM | + 3 s           |
| 3.º | Toms Skujiņš       | Trek-Segafredo                | + 3 s           |
| 4.º | Andrea Vendrame    | Androni Giocattoli-Sidermec   | + 3 s           |
| 5.º | Sergio Higuita     | EF Education First            | + 3 s           |
| 6.º | Tiesj Benoot       | Lotto-Soudal                  | + 3 s           |
| 7.º | Kristian Sbaragli  | Israel Cycling Academy        | + 3 s           |
| 8.º | Tao Geoghegan Hart | Team Ineos                    | + 3 s           |
| 9.º | Damiano Caruso     | Bahrain-Merida                | + 3 s           |
| 10.º | Tim Wellens        | Lotto-Soudal                  | + 3 s           |

## UCI World Ranking
Los Tres Valles Varesinos otorgó puntos para el UCI Europe Tour 2019 y el UCI World Ranking, este último para corredores de los equipos en las categorías UCI WorldTeam, Profesional Continental y Equipos Continentales. Las siguientes tablas son el baremo de puntuación y los 10 corredores que obtuvieron más puntos:
| Posición              | 1.º | 2.º | 3.º | 4.º | 5.º | 6.º | 7.º | 8.º | 9.º | 10.º | 11.º | 12.º | 13.º | 14.º | 15.º | 16.º-30.º | 31.º-40.º |
| Clasificación general | 200 | 150 | 125 | 100 | 85  | 70  | 60  | 50  | 40  | 35   | 30   | 25   | 20   | 15   | 10   | 5         | 3         |

| Clasificación |                    |                               |         |
| Posición      | Ciclista           | Equipo                        | General |
| ------------- | ------------------ | ----------------------------- | ------- |
| 1.º           | Primož Roglič      | Jumbo-Visma                   | 200     |
| 2.º           | Giovanni Visconti  | Neri Sottoli-Selle Italia-KTM | 150     |
| 3.º           | Toms Skujiņš       | Trek-Segafredo                | 125     |
| 4.º           | Andrea Vendrame    | Androni Giocattoli-Sidermec   | 100     |
| 5.º           | Sergio Higuita     | EF Education First            | 85      |
| 6.º           | Tiesj Benoot       | Lotto Soudal                  | 70      |
| 7.º           | Kristian Sbaragli  | Israel Cycling Academy        | 60      |
| 8.º           | Tao Geoghegan Hart | INEOS                         | 50      |
| 9.º           | Damiano Caruso     | Bahrain Merida                | 40      |
| 10.º          | Tim Wellens        | Lotto Soudal                  | 35      |